# Coron (Insel)
Coron ist die drittgrößte der Calamian-Inseln, die wiederum zu den Palawan-Inseln im Westen der Philippinen gehört. Die Insel hat eine Fläche von 71 km² und ungefähr 2.500 Einwohner (2007). Im Norden befindet sich die Nachbarinsel Busuanga.

## Beschreibung
Coron ist dicht bewachsen, wenn auch die Steilhänge des Karstgebirges keinen dichten tropischen Wald zulassen und überwiegend eine macciaähnliche Vegetation mit einigen niedrigen Bäumen beherbergen. Sie wird ausschließlich von Tagbanuwa bewohnt, die einen halbautonomen Status erstritten haben. Der Name Coron entstammt ihrem Dialekt und bedeutet so viel wie „eingeschlossen“. Das eingeschlossen bezog sich auf ihren ersten Siedlungsgrund, der durch hohe Berge an drei Seiten geschützt war. Die Insel Coron steht unter Naturschutz und ist ein staatlich geschütztes Stammland der Ureinwohner. Dieses kombinierte, halbautonome Schutzgebiet Coron Island Protected Area umfasst ein Gebiet von 22.248 Hektar.
Die Coron-Bucht im Norden der Insel ist bei Tauchern durch eine Vielzahl an japanischen Schiffswracks berühmt.
Die Insel besteht aus zwei Gemeindebezirken (Barangays) von insgesamt 23 der Stadtgemeinde Coron (mit Sitz auf der Nachbarinsel Busuanga), mit Bevölkerung zum Stand 1. Mai 2000:
- Banuang Daan (546)
- Cabuago (1696)

## Historischer Bericht
Als 1912 das amerikanische Pazifikpostdampfschiff „Korea“ in Coron anlegte, erkundigte sich der Kapitän Thomas Maher beim Gouverneur nach einigen Holzhütten für sich und seine Mannschaft. Stattdessen wurde ihm das Gefängnis empfohlen. Hilfreich wurde darauf hingewiesen, es sei frei von großen Kakerlaken, Echsen und Moskitos. Maher zeichnete das etwas belustigende Gespräch in seinen Notizen auf: „Ich sagte, ‚wie könne das sein, wenn das Gefängnis voll ist?‘“ „Aber nein, Señors, es ist nur während des Tages gefüllt. In der Nacht schicken wir die Insassen nach Hause; sie im Gefängnis zu behalten würde nur die Familie bestrafen. Wissen Sie, der Filippino liebt das Fischen und den Hahnenkampf. Das können sie nur während des Tages und im Gefängnis ist das nicht möglich.“ Um der Mannschaft nicht weitere Unbequemlichkeiten zu bereiten, schickte der Gouverneur die „Sträflinge“ letzten Endes für zwei Wochen in Urlaub. Kapitän Maher schrieb in sein Notizbuch: „Die Filippinos sind in vielen Dingen ziemlich praktische Menschen. Derartige Entscheidungen könnten niemals in Amerika stattfinden, da eine Unmenge bürokratische Vorgänge notwendig würden; vielleicht sogar eine Aktion des Obersten Gerichtshofs.“ Bis dahin wäre er sicherlich aber schon wieder abgefahren.